# Five Minutes of Heaven
Five Minutes of Heaven ist ein britisch-irischer Spielfilm von Oliver Hirschbiegel aus dem Jahr 2009. In Deutschland kam er am 17. Juni 2010 in die Kinos.

## Handlung
Lurgan, in Nordirland, im Jahr 1975: Die IRA und die UVF bekriegen sich, die Stadt in beide Lager geteilt. Nachdem ein Mann von der IRA mit dem Tod bedroht wird, sollte er nicht die Stadt verlassen, erschießt das erst 16-jährige UVF-Mitglied Alistair Little den wenig älteren Katholiken Jim Griffin, um Rache für die Drohung zu nehmen. Erst unmittelbar nach der Tat – Alistair erschießt Jim mit drei Schüssen durch das geschlossene Wohnungsfenster – bemerkt Alistair, dass vor der Wohnung Jims kleiner Bruder Joe steht, der die Tat aus nächster Nähe gesehen hat. Da Alistair eine Strumpfmaske trägt und nicht weiß, dass Joe Jims Bruder ist, lässt er ihn am Leben.
33 Jahre später befinden sich Alistair und Joe in getrennten Wagen auf dem Weg zur Aufzeichnung einer TV-Show, die beide miteinander konfrontieren und am Ende aussöhnen soll. Während Alistair nach einer zwölfjährigen Gefängnisstrafe für den Mord inzwischen ein geachteter Mann geworden ist, der in der Öffentlichkeit gegen Terrorismus auftritt und therapeutische Seminare mit Gewalttätigen leitet, fühlt sich Joe von der Geschichte betrogen: Er, das Opfer, lebt in bescheidenen Verhältnissen mit seiner Frau und zwei kleinen Töchtern. Seine Eltern und weiteren Geschwister starben nach Jims Tod ebenfalls zu früh – an Herzinfarkt und Drogen. Die Mutter machte Joe zeitlebens für den Mord an seinem Bruder verantwortlich, weil er nichts dagegen unternommen habe.
Während der Leiter der Sendung auf ein symbolhaftes Zusammentreffen hofft, plant Joe, Alistair zu erstechen und so Rache zu nehmen. In kleineren Drehpausen erfährt er von der russischen Assistentin Vika, dass Alistair eigentlich ein gebrochener Mann ist, der den Mord an Jim und den Anblick des jungen Joe nie verarbeiten und verkraften konnte. Joe schafft es nicht, Alistair mit der Kamera im Rücken unter die Augen zu treten, und bricht die Dreharbeiten ab. Alistair sieht ihn davonfahren.
Alistair hat sich nicht mit seiner Vergangenheit ausgesöhnt und sucht nun den Kontakt zu Joe. Er fährt nach Lurgan und lässt Joe einen Brief zustellen, dass er in der Stadt sei. Joe wiederum lässt ihn zu dem, mittlerweile verfallenen, Wohnhaus kommen, wo Alistair damals den Mord beging. Dort kommt es zu einem erbitterten Zweikampf beider Männer, in dessen Folge sie aus dem Fenster im ersten Stock stürzen. Verletzt und unfähig zum weiteren Kampf legt Alistair Joe die Gründe für den Mord dar. Er wollte in erster Linie als Mann respektiert werden und für den Mord Anerkennung bekommen. Alistair bittet Joe, ihn als ermordet zu betrachten, damit sie beide ein neues Leben beginnen können. Alistair zieht aus der Gegend fort. Joe wiederum besucht ein Selbsthilfeseminar, in dem er erkennt, dass sein eigentliches Ziel ist, ein guter Vater für seine Kinder zu sein. Er bricht in Tränen aus. Kurze Zeit später erhält Alistair von ihm einen Anruf, in dem Joe sagt, dass er mit ihm abgeschlossen habe, und auflegt. Alistair sinkt auf der Straße nieder und geht kurze Zeit später erleichtert lächelnd weiter.

## Produktion

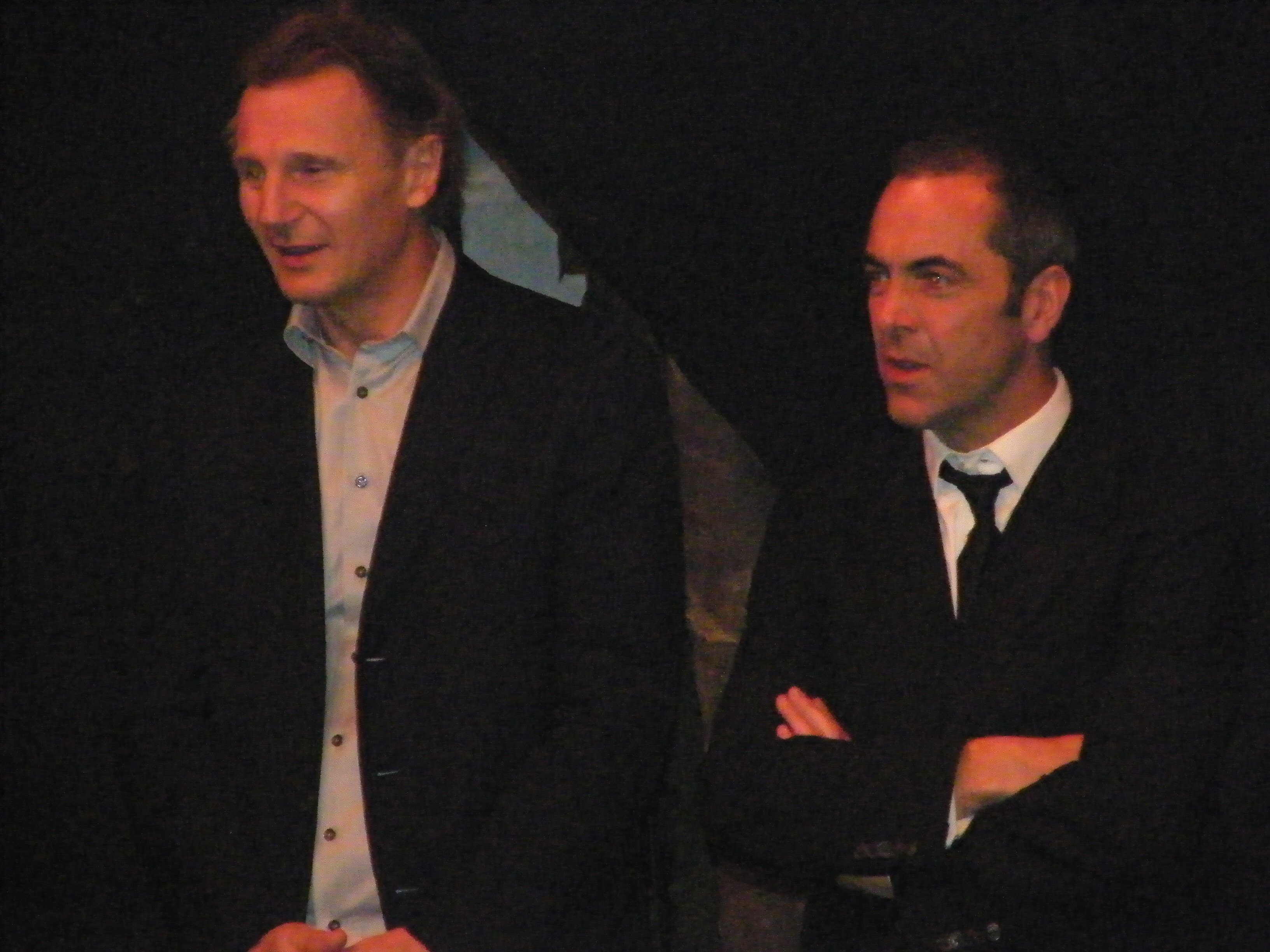
Die Hauptdarsteller Liam Neeson und James Nesbitt kurz vor Drehbeginn im Januar 2008 in Belfast. Neeson und Nesbitt wurden in der nordirischen Stadt Ballymena geboren.

Der Film wurde von Mai bis Juni 2008 in Belfast, Lurgan, Glenarm und Newtownards gedreht. Der Mord von Alistair an Jim beruht auf wahren Begebenheiten, während die Ereignisse nach 30 Jahren fiktional sind. Beide Hauptdarsteller trafen sich vor bzw. nach dem Dreh des Films mit den realen Vorbildern ihrer Rollen.
Five Minutes of Heaven erlebte seine Uraufführung am 19. Januar 2009 auf dem Sundance Film Festival, wo er mit zwei Preisen ausgezeichnet wurde. Die irische Premiere war am 21. Februar 2009 auf dem Jameson Dublin International Film Festival. Die TV-Premiere hatte der Film auf BBC Two am 5. April 2009 bzw. auf BBC One Northern Ireland am 13. April 2009. Über Pathé wird der Film weltweit vertrieben und kam am 17. Juni 2010 in die deutschen Kinos. Der Titel bezieht sich auf die „fünf himmlischen Minuten“, die Joe nach dem und durch den Mord an Alistair zu erleben hofft.

## Kritik
Variety nannte Five Minutes of Heaven ein intimes Kammerspiel, wobei vor allem die schauspielerische Leistung von Neeson und Nesbitt aus dem Film eine starke und berührende Geschichte macht.
Kirk Honeycutt nannte den Film in seiner Kritik für The Hollywood Reporter ein schwülstiges Drama, das sehr emotional sei und aufgrund der langen Sprechszenen eher an ein Theaterstück erinnere.
Cinema kritisierte den Film als „umständlich inszeniertes Schuld-und-Sühne-Drama, das die Geduld des Zuschauers mitunter arg strapaziert“.
Das Lexikon des internationalen Films schrieb: „Polit-Thriller, dessen nicht gerade subtile Spannungs- und Actionelemente irritieren, weil sie dem politischen Anspruch des Stoffs zuwiderlaufen; als dramaturgische Spiegelungen der Faszination an Gewalt hat die reißerische Herangehensweise durchaus ihre Berechtigung.“

## Auszeichnungen
- 2009: Sundance Film Festival
  - Regiepreis für Oliver Hirschbiegel
  - World Cinema Screenwriting Award für Guy Hibbert
- 2010: Royal Television Society Television Award in der Kategorie „Best Single Drama“
- 2010: Irish Film and Television Award in der Kategorie „Best Single Drama/Drama Serial“ für Eoin O’Callaghan

## Verweise
- Five Minutes of Heaven bei Rotten Tomatoes (englisch)
- Five Minutes of Heaven bei Metacritic (englisch)
- Five Minutes of Heaven in der Online-Filmdatenbank
- Five Minutes of Heaven bei IMDb